# Santuario di Kashima

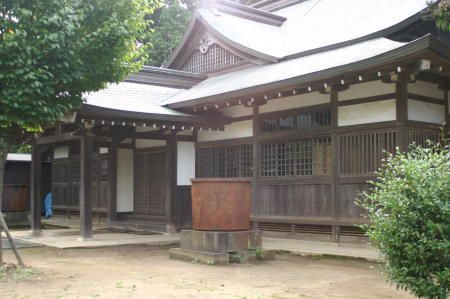
Dojo del santuario di Kashima

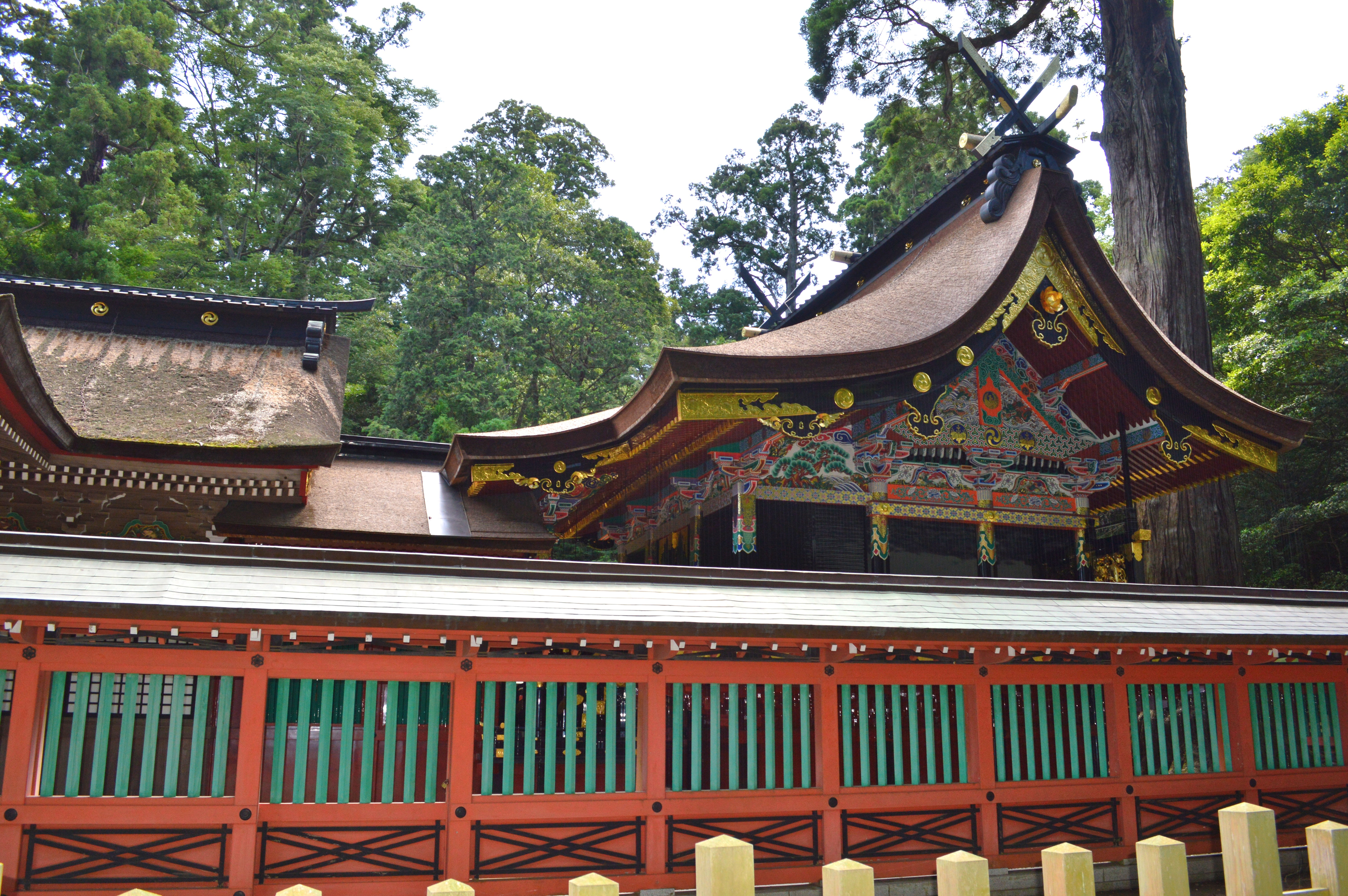
Honden

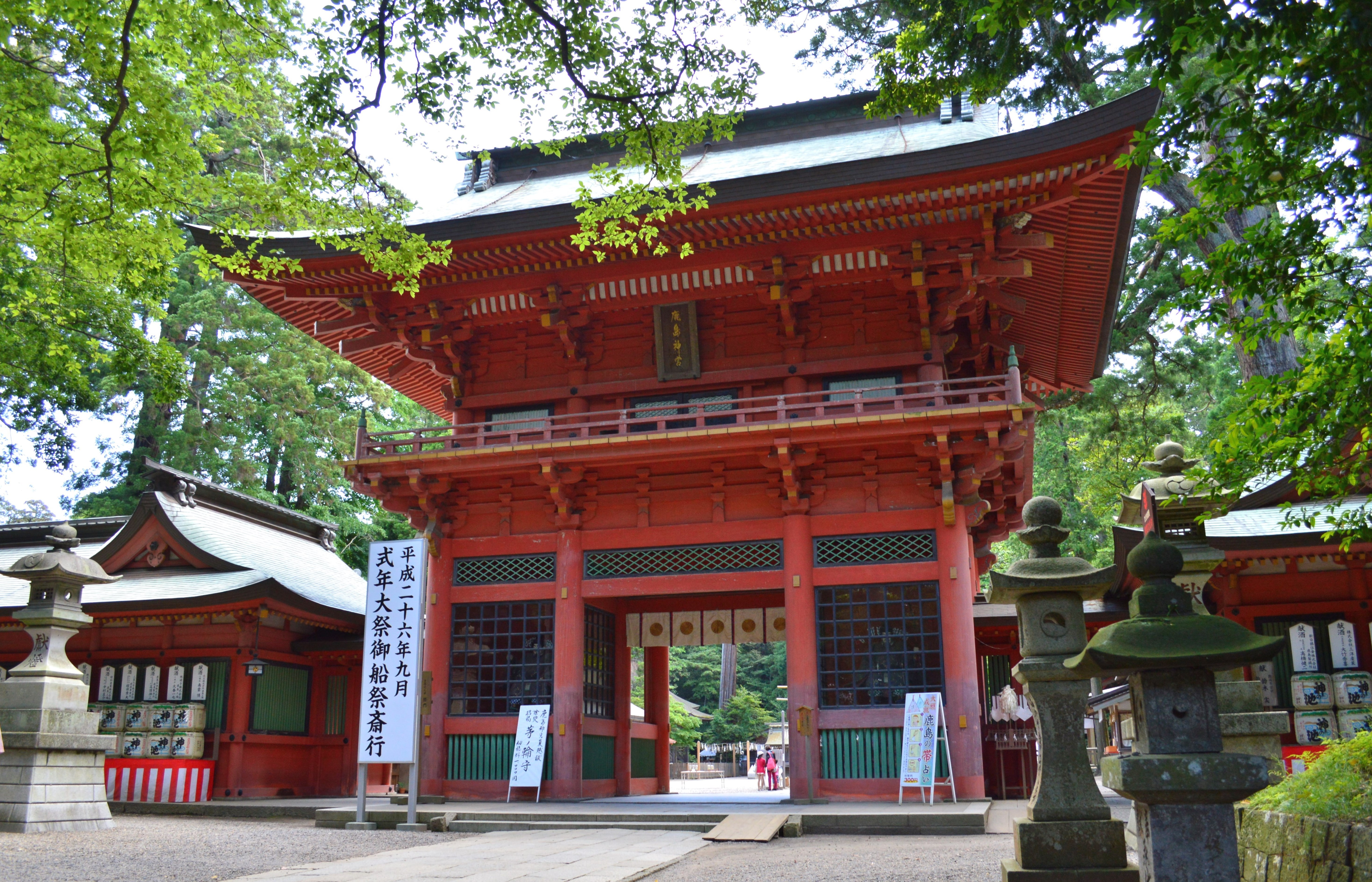
Rōmon

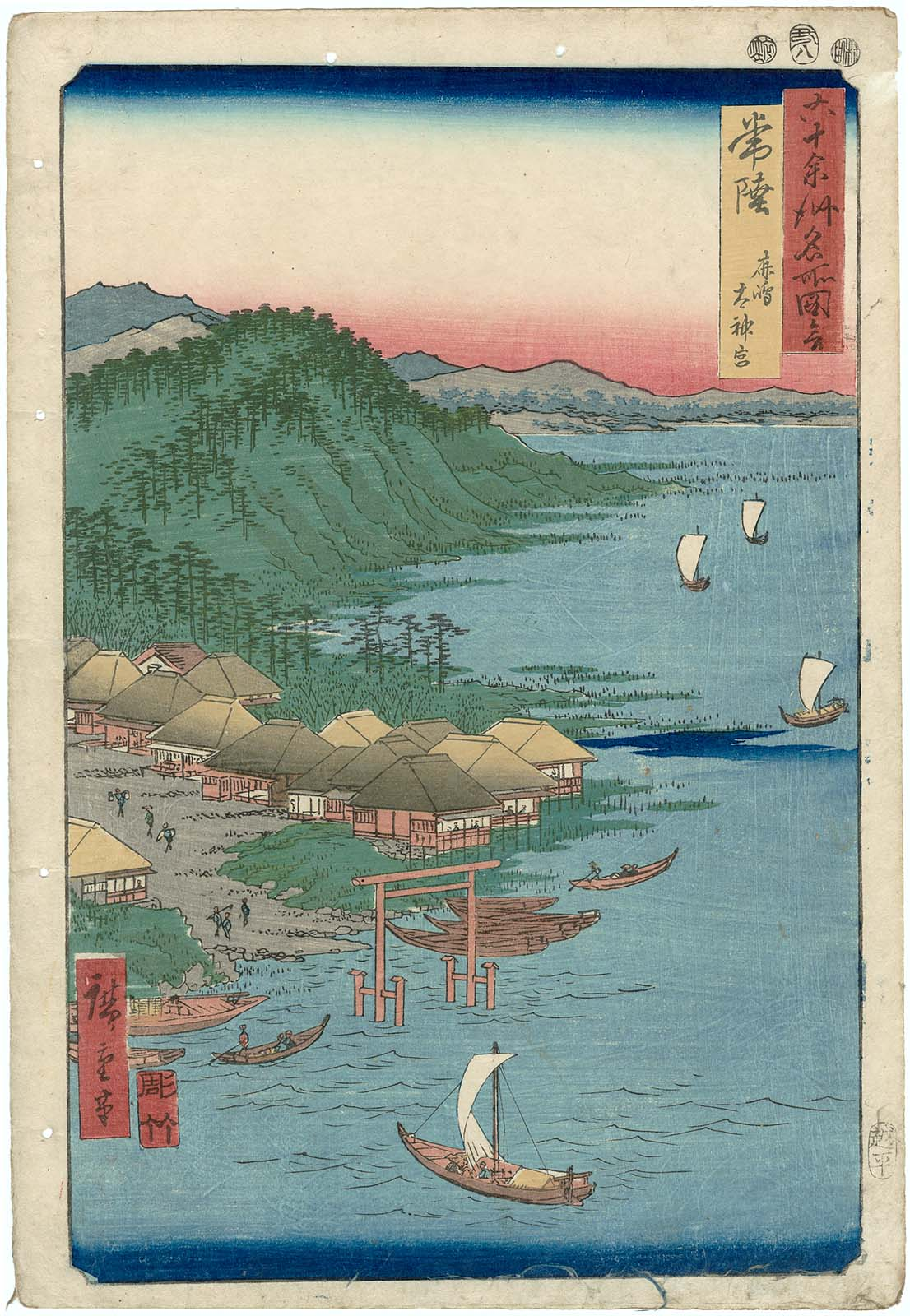
Hiroshige

Il santuario di Kashima (鹿島神宮 Kashima-jingū) è un santuario shintoista (jinja) dedicato al dio (kami) Takemikazuchi-no-mikoto (武甕槌大神), una delle divinità patrone delle arti marziali. I Dojo di kenjutsu e kendō spesso mettono in mostra dei kakejiku raffiguranti Kashima Taishin (鹿島大神, un nome alternativo per Takemikazuchi-no-mikoto). Il santuario è situato a Kashima, Ibaraki.